# Биарент, Адольф
Адольф Биарент (фр. Adolphe Biarent; 16 октября 1871, Фран-ле-Госли (ныне в составе города Ле-Бон-Виллер) — 4 февраля 1916, Мон-сюр-Маршьен (ныне в составе Шарлеруа)) — бельгийский композитор и музыкальный педагог.
Учился в Брюссельской консерватории у Хуберта Куфферата (контрапункт) и Жозефа Дюпона (гармония), а также в органном классе Альфонса Майи; затем продолжил образование в Гентской консерватории под руководством Эмиля Матьё и Адольфа Самуэля. В 1901 году за кантату «Эдип в Колоне» был удостоен бельгийской Римской премии и провёл некоторое время в Италии, а затем также в Австрии и Германии. По возвращении в Бельгию обосновался в Шарлеруа и посвятил себя, главным образом, организации музыкальной жизни и музыкального образования в городе.
Среди сочинений Биарента — Симфония ре минор (1908), симфоническая фантазия «Тренмор» по мотивам Оссиана (1905), Валлонская рапсодия для фортепиано с оркестром (1910) и Два сонета для виолончели с оркестром (1909—1912, по мотивам Эредиа), фортепианный квинтет, соната для виолончели и фортепиано и др. Большинство критиков видит в музыке Биарента заметное влияние Сезара Франка, в то же время отмечается и перекличка с ориентализмом Римского-Корсакова и Бородина, особенно в оркестровом цикле «Сказки Востока» (фр. Contes d'Orient), который один из современных обозревателей назвал «„Шехерезадой“ на стероидах». C 1980-х гг. началось постепенное возрождение интереса к музыке Биарента, записаны несколько дисков. Как отмечает один из критиков, сравнивая музыку Биарента с живописью другого жителя Шарлеруа, Пьера Паулюса, в этих работах «горит густое, тяжёлое пламя, но в сердцевине его сияет раскалённое ядро».